# Saint-Sulpice-Laurière
Saint-Sulpice-Laurière is een gemeente in het Franse departement Haute-Vienne (regio Nouvelle-Aquitaine) en telt 941 inwoners (2005). De plaats maakt deel uit van het arrondissement Limoges.

## Geografie
De oppervlakte van Saint-Sulpice-Laurière bedraagt 14,3 km², de bevolkingsdichtheid is 65,8 inwoners per km².

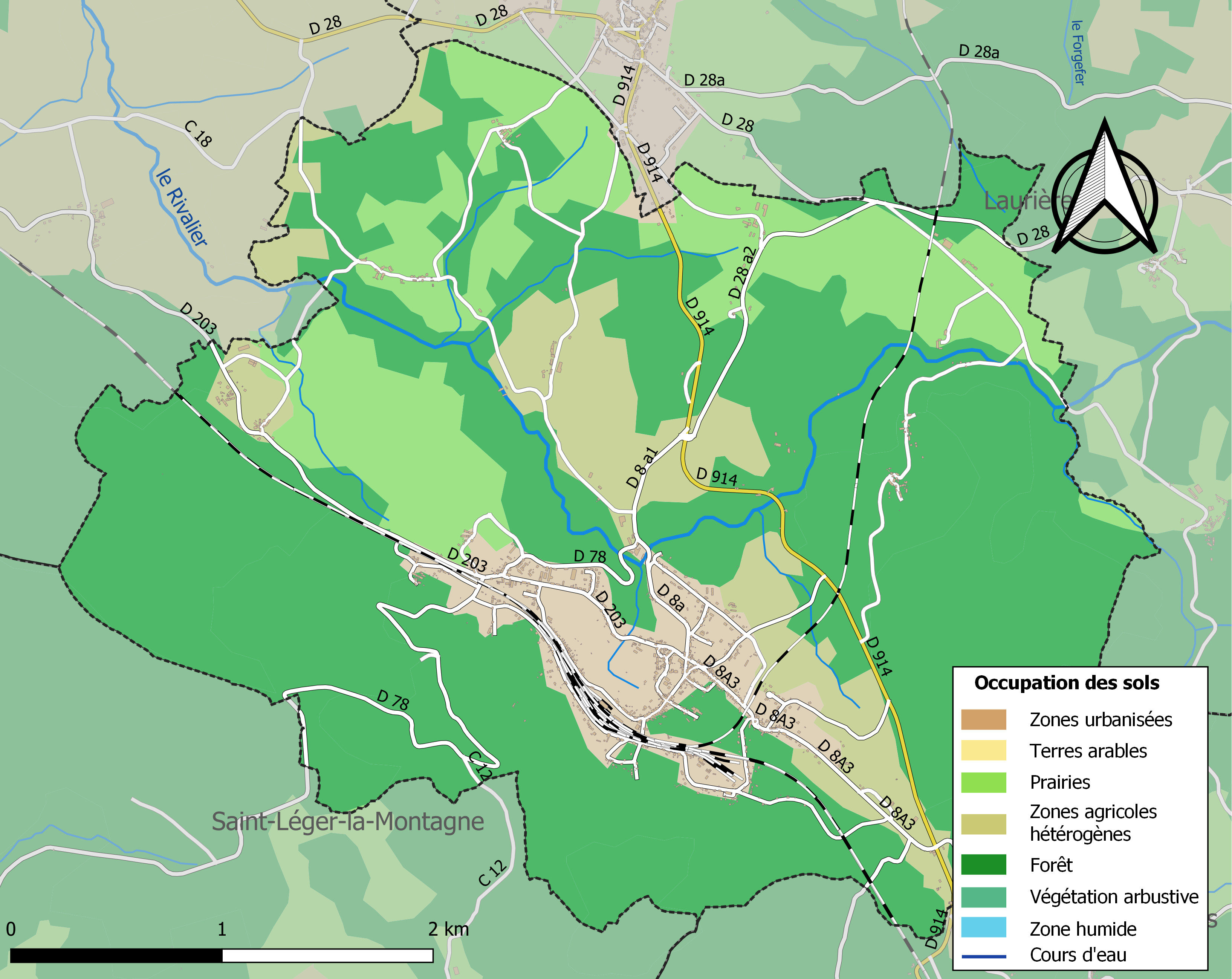
Kaart van de gemeente met de belangrijkste infrastructuur, bodemgebruik en omliggende gemeenten

## Verkeer en vervoer
In de gemeente ligt spoorwegstation Saint-Sulpice-Laurière.

## Demografie
Onderstaande figuur toont het verloop van het inwonertal (bron: INSEE-tellingen).